# Kenneth White

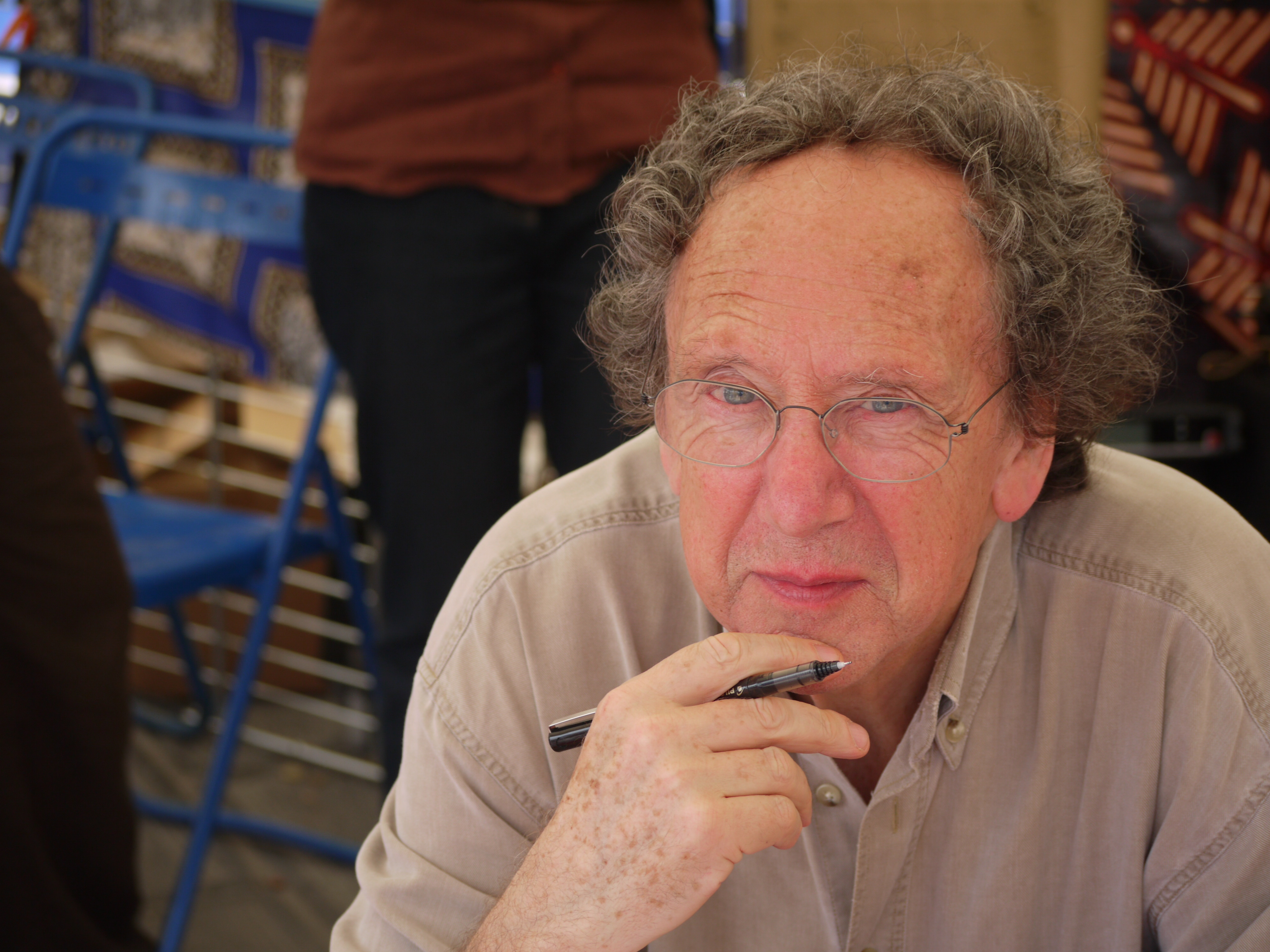
Kenneth White

Kenneth White (* 28. April 1936 in Glasgow; † 11. August 2023 in Trébeurden) war ein schottischer Schriftsteller, der sowohl in Englisch als in Französisch publizierte, und sogenannter „intellektueller Nomade“ sowie Begründer des Studienfaches Geopoetik.

## Leben
White wurde 1936 in Glasgow, im berüchtigten Viertel Gorbals geboren, wo er die ersten Jahre seines Lebens in einem Umfeld der Arbeiterklasse verbrachte. Sein Vater war ein standesbewusster Weichenwärter, aber auch ein eifriger Bücherleser. 1939 wurde dieser an die Westküste Schottlands versetzt und sein Sohn Kenneth besuchte dort die Schulen in Fairly, Largs und Ardrossan, arbeitete auf Farmen und sammelte Muscheln und Krebse für den Fischmarkt Billingsgate. Nachfolgende Jobs als Briefträger und auf einem Flussdampfer erweiterten seinen Horizont.
Nach lokalen Selbststudien der Geologie, Ornithologie und Archäologie publizierte White seinen ersten Aufsatz über die Archäologie der Grafschaft Ayrshire. Von 1954 bis 1956 studierte er an der Universität von Glasgow Deutsch, Französisch, Latein und Philosophie. White unterbrach sein Studium, um ein Jahr in Deutschland zu verbringen. Von 1956 bis 1957 wohnte er in München und beschäftigte sich mit Texten von Friedrich Nietzsche und Martin Heidegger. Nach seiner Rückkehr schloss er bis 1959 in Glasgow seine Studien mit dem Magister Artium ab und zog mit einem Promotionsstipendium nach Paris, wo er an der dortigen Kunstfakultät weiter studierte. In Paris heiratete White 1959 die Französin Marie-Claude Charlut. Zwei Jahre später folgte der Umzug nach Meudon.
White gab Englischstunden, während er parallel an einem neuen Manuskript arbeitete, den späteren Letters from Gourgounel. 1961 erwarb er eine Farm in den Bergen der Ardèche und beschäftigte sich mit fernöstlicher Literatur über Taoismus und Chan-Buddhismus. Von 1962 bis 1963 unterrichtete er an der Pariser Sorbonne und veröffentlichte seinen ersten Lyrikband White Coal. Im Jahr 1963 kehrte White nach Schottland zurück, um als Lektor an der Universität in Glasgow zu arbeiten, insbesondere vermittelte er den Studiedrenden sein Wissen über die Literatur des 20. Jahrhunderts sowie die französischen Enzyklopädisten. 1966 publizierte White zwei Bücher im renommierten Verlag Jonathan Cape, The Cold Wind of Dawn und die Letters from Gourgounel.
Nach einem Aufenthalt in Edinburgh war er desillusioniert von der britischen Kulturszene, daher übersiedelte White 1967 erneut nach Frankreich, wo er dann an der Universität Bordeaux in Pau unterrichtete. Er wurde von der Universität verwiesen, nachdem er sich im Mai 1968 mit den protestierenden Studenten solidarisiert hatte. Von 1969 bis 1976 folgten weitere Lehraufträge als Lektor an der Pariser Universität und Reisen nach Dublin, Marseille, Amsterdam und Barcelona sowie nach Südostasien (Hongkong, Macao, Taiwan, Thailand). 1979 verteidigte White seine Doktorarbeit über das Thema „Intellektuelles Nomadentum“, das die Prüfungskommission, der auch Gilles Deleuze angehörte, als ein neues Studienfeld deklarierte, die Geopoetik.
Eine Reise entlang des Sankt-Lorenz-Stroms inspirierte ihn für sein Buch The Blue Road/La Route bleue (1990), das Konzept und die Basis seiner „Geopoetics“ genannten Gedichte. 1981 kam es zur Zusammenarbeit mit dem Musiker Jean-Yves Bosseur über Erik Saties Traum. Im Jahr 1983 zog White von den Pyrenäen an die Nordküste der Bretagne und bekam an der Pariser Sorbonne einen neuen Lehrstuhl für die Dichtung des 20. Jahrhunderts. Für sein Buch La Route bleue wurde ihm der Prix Médicis étranger zuerkannt. Dem folgten erneute Reisen und Preisauszeichnungen, so 1985 der Große Preis der Académie française für sein Gesamtwerk.
Seine Arbeit als Schriftsteller animierte ihn, hier und dort Denkfabriken und Aktionsgruppen zu organisieren, von denen das 1989 von ihm gegründete Internationale Institut für Geopoetik als Höhepunkt betrachtet werden kann. Weitere Geopoetik-Zentren entstanden später in Deutschland, Belgien, der Schweiz, Italien, Serbien, Kanada und Frankreich sowie 1995 am Burns Supper im schottischen Edinburgh.
1991 wurde Kenneth White die Ehrendoktorwürde der Universität von Glasgow verliehen. 1996 beendete er seine Arbeit am Lehrstuhl für Poetik des 20. Jahrhunderts an der Pariser Sorbonne. Es folgten zahlreiche Reisen in den Jahren 1998 bis 2003. In Bordeaux wurde 2003 ein Symposion Horizons of Kenneth White – literature, thought, geopoetics ausgerichtet. 2004 wurde zu Ehren Kenneth Whites von der Universität Genf ein internationales Kolloquium zur Geopoetik veranstaltet. White publizierte drei neue Bücher und hielt in Frankreich Vorträge über die Dichter Arthur Rimbaud und Saint-John Perse. Für seine Offenheit gegenüber fremden Kulturen erhielt er 2004 von der Universität Paris 8 den Édouard-Glissant-Preis. Im Jahr 2005 empfing er die Ehrendoktorwürde der Open University. Als reisender Dozent nahm er 2006 an zahlreichen internationalen Kongressen teil und wurde als Gastprofessor an die schottische University of the Highlands and Islands eingeladen. White veröffentlichte 2009 sein Buch Les Affinités extrême, eine Hommage an einige französischsprachige Schriftsteller wie Saint-John Perse, André Breton, Emil Cioran, die man auch als eine Art intellektuelle Autobiografie lesen kann. Dieses Buch erhielt den Prix Maurice Genevoix der Académie française. In den Jahren 2009 bis 2010 folgten zahlreiche Teilnahmen an Literaturfestivals und weitere Vortragsreisen. 2012 wurde eine Auswahlbibliografie der Werke Kenneth Whites veröffentlicht. In Le Havre veranstaltete man 2017 in der dortigen Bibliothek die Konferenz Carte Blanche à Kenneth White, an der White mit Vorlesungen und Filmvorführungen teilnahm.
Die Bücher von Kenneth White wurden in folgende Sprachen übersetzt: Deutsch, Italienisch, Spanisch, Portugiesisch, Niederländisch, Bulgarisch, Serbisch. Kroatisch, Mazedonisch, Polnisch, Türkisch und Russisch.
Er starb am 11. August 2023 im Alter von 87 Jahren.

## „Geopoetik“ und der „intellektuelle Nomade“
Die Slawistin Tatjana Petzer erklärte die Aufgabe der „Geopoetik“ folgendermaßen: „Die Geopoetik beschreibt ästhetische Verfahren und Programme des Kartographierens – ein Prozess, in dem Zusammenhänge zwischen Geographie und Mensch, Territorium und Macht, durch Ästhetisierung entpolitisiert, (anthropo)geographische Kartierungen poetisch transformiert bzw. neu erschaffen werden.“ Weniger abstrakt klingend, weil praktisch angewandt hat das Prinzip Erika Schellenberger-Diederich in ihrem Buch Geopoetik. Darin untersucht sie die Gesteinsmetaphorik in Dichtungen von beispielsweise Hölderlin, E. T. A. Hoffmann, Stifter und Celan. Der Begriff „Geopoetik“ ist in der Literaturwissenschaft ein bekannter Terminus. Ebenso zieht sich der Begriff beziehungsweise die Charakterisierung „intellektueller Nomade“ schon lange durch die Literaturgeschichte, man denke an Arthur Rimbaud, der in Europa, Afrika und Asien umherzog. White schmückte ihn nur weiter aus. Er charakterisiert ihn in seinem 2007 erschienenen Buch Streifzüge des Geistes, Nomadenwege zur Geopoetik – L´Esprit nomade als frei von kulturellen und wissenschaftlichen Beschränkungen und Konventionen. Der intellektuelle Nomade durchstreift, ergänzt er, mit seinem Geist alle Gebiete der Erde, ohne festgelegtes Ziel, doch immer auf der Suche nach Erweiterung der eigenen Erkenntnis und Erkenntnisfähigkeit. „Beim intellektuellen Nomaden mischen sich Gelehrsamkeit und Umherirren“, schreibt Kenneth White – doch dieses Umherirren ist befruchtend und belebend für den zivilisationsmüden Intellekt. „Versuchen wir, im Denken fortzufahren – und dabei nicht zu vergessen, dass das äußerste, tief reichendste Denken sich vielleicht nicht im philosophischen Diskurs realisieren wird, sondern in der exakten oder extravaganten Sprache eines Gedichtes –, versuchen wir, dem Geist die Möglichkeit zu bewahren, die Erde auf eine freisinnigere Art zu bewohnen.“

## Werke in Deutsch
- Das weisse Land. Essays. Dianus-Trikont-Buchverlag, München 1984, ISBN 3-88167-105-6.
- Der blaue Weg. Eine Reise. Arche Verlag, Zürich 1984, ISBN 3-7160-2014-1.
- Briefe aus Gourgounel. (Mit Zeichnungen von Ruedi Baumann). Der Bärenhüter im Waldgut, Wald 1987, ISBN 3-7294-0041-X.
- Elemente der Geopoetik. Kellner Verlag, Hamburg 1988, ISBN 3-922035-43-4.
- Der Weg des Schamanen. Aus dem Französischen von Beat Brechbühl. Waldgut Verlag, Frauenfeld 1995, ISBN 3-7294-0208-0.
- Unterwegs an der Küste. Walking the coast. Gedicht. Waldgut Verlag, Frauenfeld 2007, ISBN 978-3-03740-370-9.
- Im Außerhalb – La figure du dehors. Waldgut Verlag, Frauenfeld 2007. (Ab 2. Auflage u.d.T. Dichtung von Außerhalb. La figure du dehors. Essay. 2014, ISBN 978-3-03740-371-6).
- Streifzüge des Geistes. Nomadenwege zur Geopoetik. Waldgut Verlag, Frauenfeld 2007, ISBN 978-3-03740-225-2.

## Übersetzungen
- Bordeaux memories. A poem followed by 5 letters. Friedrich Hölderlin. Translated from the German by Kenneth White. Blake, Bordeaux 1984, ISBN 3-86577-059-1.

## Auszeichnungen
Neben diversen Ehrenauszeichnungen erhielt White folgende Literaturpreise:
- 1983: Prix Medicis étranger
- 1985: Grand prix du rayonnement française de l’académie française
- 1986: Grand prix „Question de“
- 1987: Grand prix Alfred de Vigny
- 1996: Premio di Poesia „Sibilla Aleramo“
- 1997: Insigne poeta de la Generación del 27, Málaga
- 1998: Prix Roger Caillois
- 2002: Prix ARDUA (Association Régionale des Diplômés des Universités d’Aquitaine), Bordeaux
- 2004: Prix Édouard Glissant (Université de Paris 8)
- 2006: Prix Breizh (davor: „Prix Bretagne“)
- 2008: Premio Grinzane-Biamonti, San Remo
- 2010: Grand Prix Maurice Genevoix de l’Académie française
- 2011: Prix Alain Bosquet, Paris